# Дино Буцати
Дино Буцати (итал. Dino Buzzati; Белуно, 14. октобар 1906 – Милано, 28. јануар 1972) је италијански приповедач, новинар и романописац. Његов најпознатији роман је Татарска пустиња који му је и донео светску славу, а познат је и по кратким причама.

## Биографија
Буцати је друго дете у фамилији Буцати која је имала четворо деце. Мајка је била ветеринар, а отац се бавио међународним правом и предавао је на Универзитету у Павији. Са 14 година је показивао склоности ка планинарењу, цртању и писању. Када је завршио средњу школу, желео је да упише студије књижевности. Ипак, због породичне традиције је уписао и завршио правне науке, али није никад радио као правник. Поред тога што је био прозни писац и новинар, он је био песник, драматург, аутор либрета за опере и изузетан сликар. Од 1928. године радио је као новинар у листу Коријере дела сера (итал. Corriere della Sera) који није напустио до краја свог живота. Био је специјални извештач и ратни дописник за време Другог светског рата. По природи је био затворен и резервисан. Зазирао је од бучног друштва, био је повучен и усамљеничке природе. Време је често проводио у породичном летњиковцу у Белуну, брдовитом месту у подножју Јулијских Алпи. За Буцатија, планине, пустиња, град, никада нису реални него симболична, алегоријска места до којих води много путева, повезују их разни правци. Дино Буцати није престао да се потписује као новинар ни после добијања угледних књижевних награда. Он је увек осећао потребу да се бави новинарством иако је био наклоњен књижевности. Зато и његове репортаже, чланке, путописе, дописе доживљавамо као литерарне творевине, а не новинарске. 
Дино Буцати је умро од канцера 28. јануара 1972. године.

## Књижевни рад
За Буцатија се говори да је писац апсурда. Буцатијева дела су богата имагинацијом. Машта му је увек у покрету и жељна да смисли нову ситуацију. Такође, машта његових ликова води од конкретног до апстрактног, од реалног до надреалног, до пројектованог. Зато је он и мајстор писања кратких прича. Буцати је имао склоност ка фантастици. Буцатијев језик су често критиковали као немаран и да ограничава његову прозу. Он јасно уоквирава различите ситуације, оригиналан је, али се не намеће својом оригиналношћу. Сцене су му метафоричке, са богатим поређењима и сликама, неки пут потенцирајући тајанственост. Буцати сваки најобичнији призор стварности дограђује широм перспективом. Он ствара посебну атмосферу магичним присуством ствари, зачараним призорима, немиром и стрепњом. Главна лица Буцатијевих прича и романа имају опсесивне мисли о реалности, пуне су непредвидљивих могућности. 
Прелаз са рационалног на фантастику, при чему се замишљено укључује у реалност, основна је идеја целокупног Буцатијевог стваралаштва.

### Романи
- Горштак Барнабо, 1933.
- Тајна старе шуме, 1935.
- Татарска пустиња, 1940.
- Велики портрет, 1963.
- Једна љубав, 1963.

### Збирке приповедака
- Тачно у том тренутку, 1943.
- Пад Баливерне, 1957.
- Шездесет прича, 1958.
- Продавница тајни, 1968.

### Документарна литература
- Ђиро д’Италија, 1981.

## Награде
- Италијанска књижевна награда {јез-ита|Premio Gargano}} 1951. за збирку Тачно у том тренутку
- итал.  1957. за збирку Пад Баливерне
- Италијанска књижевна награда Стрега (итал. Premio Strega), 1958. за збирку Шездесет прича